# Clastoptera lineatocollis
Clastoptera lineatocollis är en insektsart som beskrevs av Carl Stål 1854. Clastoptera lineatocollis ingår i släktet Clastoptera och familjen Clastopteridae. Inga underarter finns listade i Catalogue of Life.